# Piers Paul Read
Piers Paul Read (Beaconsfield, Buckinghamshire, 7 de marzo de 1941) es un premiado novelista, historiador y biógrafo británico. Se dio a conocer por primera vez en 1974, por el libro de reportaje Alive: The Story of the Andes Survivors, más tarde adaptado como largometraje y documental con gran éxito. Read fue educado en St. John's College, Cambridge, donde estudió historia. Su padre, fue el poeta, crítico de arte y teórico del anarquismo, Sir Herbert Read. 
Además de sus obras escritas, Read también es dramaturgo y guionista de televisión. En los últimos años, ha producido una serie de biografías autorizadas y libros de historia popular destinados a un público general. Read ha trabajado y vivido tanto en el Reino Unido como en los Estados Unidos, donde publicó muchos de sus trabajos recientes.

## Obras

### Ficción
- Game in Heaven with Tussy Marx (1966)
- The Junkers (1968)
- Monk Dawson (1969)
- The Professor's Daughter (1971)
- The Upstart (1973)
- Polonaise (1976)
- A Married Man (1979)
- The Villa Golitsyn (1981)
- The Free Frenchman (1986)
- A Season in the West (1988)
- On the Third Day (1990)
- A Patriot in Berlin (1995)
- Knights of the Cross (1997)
- Alice in Exile (2001)
- The Death of a Pope (2009)
- The Misogynist (2010)
- Scarpia (2015)

### No-Ficción
- Alive: The Story of the Andes Survivors (1974)
- The Train Robbers (1978)
- Quo Vadis? The Subversion of the Catholic Church (1991)
- Ablaze: The Story of Chernobyl (1993)
- The Knights Templar: The Dramatic History of the Knights Templar, the Most Powerful Military Order of the Crusades (1999)
- Alec Guinness. The Authorised Biography (2003)
- Hell and Other Destinations (Título en Estados Unidos: Hell and Other Essays) (2006)
- The Dreyfus Affair: The Story of the Most Infamous Miscarriage of Justice in French History (2012)

## Libros sobre el autor
- Crowe, Marian E. (2007). Aiming at Heaven, Getting the Earth: The English Catholic Novel Today. Lanham, MD: Lexington Books, pp. 285–350. (Chapters on Monk Dawson, Polonaise and On the Third Day) ISBN 0-7391-1640-1; ISBN 0-7391-1641-X.
- Head, Dominic (2002). The Cambridge Introduction to Modern British Fiction. Cambridge University Press, pp. 28–29. (Discusses A Married Man) ISBN 0-521-66014-9; ISBN 0-521-66966-9.
- Whitehouse, J.C. (2004). "Piers Paul Read, A Season in the West", in Reichardt, Mary R. (ed.), Encyclopedia of Catholic Literature. Westport, CT: Greenwood Press, pp. 517–605; ISBN 978-0-313-32289-1; ISBN 0-313-32289-9.
- Woodman, Thomas (1991). Faithful Fictions: The Catholic Novel in English Literature. Milton Keynes: Open University Press (briefly discusses all Read's novels up to The Free Frenchman); ISBN 0-335-09638-7
- Read, Piers Paul. Contemporary Authors. New Revision Series, Vol. 38, pp. 353–55